# Глізе 667 Cf
Ґлізе 667 Cf — екзопланета в середині зони життя зірки Ґлізе 667 °C, елемента кратної зорі Ґлізе 667. Віддалена від Землі на ~ 22,7 світлового року.

## Орбіта
Планета обертається навколо червоного карлика завдальшки 0,16 а.о.; її орбітальний період триває 39,1 земної доби.

## Характеристики
Маса планети — 3,12 мас Землі. Належить до класу надземель.

## Виноски
1. ↑  PHL's Exoplanets Catalog — Planetary Habitability Laboratory @ UPR Arecibo. Архів оригіналу за 21 травня 2019. Процитовано 31 грудня 2014.

Координати:  17г 18м 58.838с, −34° 59′ 48.6″